# اورمسلو
اورمسلو (به دانمارکی: Ormslev) یک منطقهٔ مسکونی در دانمارک است که در شهرداری آرهوس واقع شده‌است. اورمسلو ۳۴۹ نفر جمعیت دارد.